# Torre del Río de la Miel
La Torre del Río de la Miel, también conocida como Torre de la Miel, son las ruinas es una atalaya costera de base troncocónica y cuerpo superior cilíndrico, construida en el siglo XVIII y situada en el término municipal de Nerja, provincia de Málaga (Andalucía, España). Está situada en la margen izquierda de la desembocadura del río de la Miel, entre la playa del Molino de Papel y la Playa de las Alberquillas.

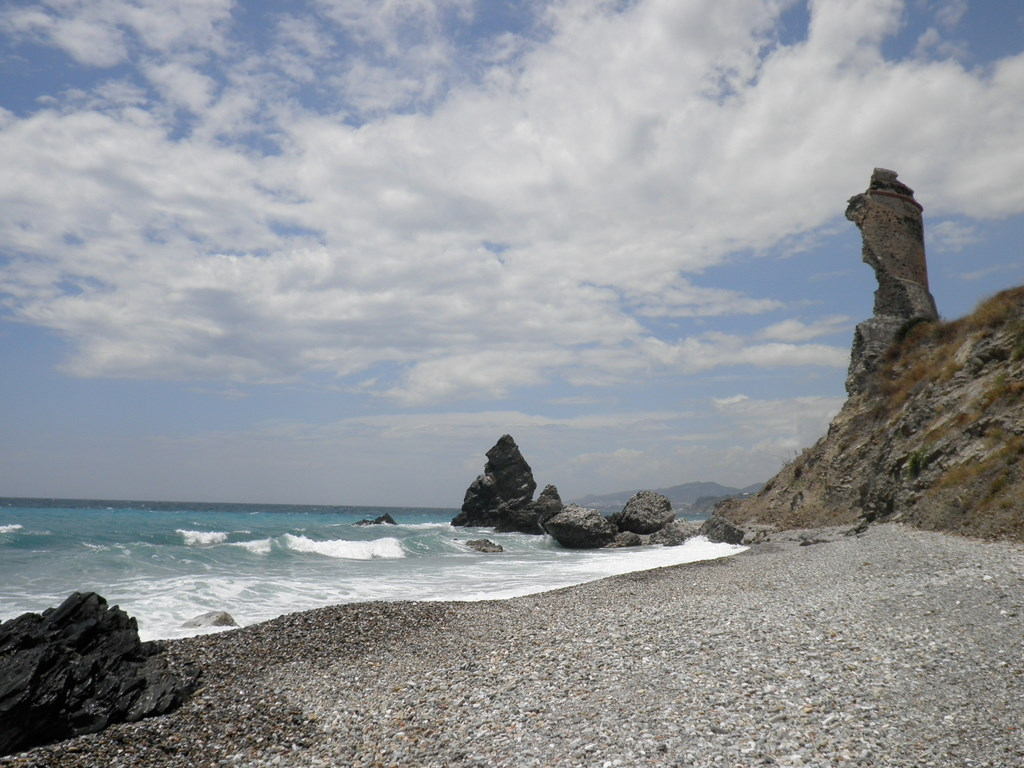
Torre del Río de la Miel en la playa de las Alberquillas.

## Descripción
Está situada junto a la playa de las Alberquillas, sobre un terreno inestable y muy atacado por el mar. Esta circunstancia ha provocado la destrucción casi completa de la torre, de la que aguanta, a duras penas, un lienzo de sus muros.
Tiene una base troncocónica y un cuerpo superior cilíndrico. Internamente se dividiría en dos cámaras; la inferior, en el cuerpo troncocónico, estaría cubierta con una gran cúpula y constituiría un almacén o depósito de material; sobre ella, en el cuerpo cilíndrico, se sitúa la cámara principal con chimenea y escalera hacia el terrado. Finalmente el terrado se protegía de un pretil corrido con un cuerpo sobresaliente (la protección de la salida de la escalera). El acceso se señala en el lado norte contando, en el espacio exterior, con una escalera separada de la torre 1,50 metros. El espacio se salvaría con un puente levadizo.
Su obra es de mampostería con empleo de ladrillo en escalera exterior, hueco de entrada e imposta de coronación. Presenta similitud con la Torre Nueva de Algarrobo.

## Historia
Se trata de una torre construida en el siglo XVIII con modificaciones introducidas en el siglo XIX (escalinata de acceso). Poseería la doble función de vigilancia y defensa, con emplazamiento de artillería. En las cercanías se encuentran la Torre de la Caleta, la Torre de Maro, la Torre del Pino y la Torre de Cerro Gordo, que también formaban parte de la red de vigilancia costera.